# Benoît Jouvin
Pour les articles homonymes, voir Jouvin.
Jean-Baptiste-François Jouvin, dit Benoît Jouvin, né à Grenoble le 21 janvier 1810 et mort au château de Bois-Préau à Rueil le 14 novembre 1886, est un journaliste et critique musical et théâtral français.

## Biographie
Jean-Baptiste-François Jouvin est le fils de Florentine Jouvin et de Jean-Baptiste Jouvin, alors caporal au 8e régiment d'infanterie légère, qui reconnaît l'enfant quelques semaines après sa naissance. Il est le cousin du gantier Xavier Jouvin et du peintre Hugues Merle.
Benoît Jouvin commence sa scolarité dans sa ville natale, où il donne quelques poésies à un journal littéraire, Trilby (1832). Il se rend ensuite à Paris pour y poursuivre ses études de droit, mais la mort de son père le contraint à trouver un emploi.
Il débute ainsi sa carrière de journaliste en 1843 ou 1844 en entrant au Globe, où Félix Solar lui confie la critique musicale et théâtrale. Entre 1845 et 1847, il écrit le même type de rubrique pour un autre journal fondé par Granier de Cassagnac, L’Époque (1845-1847).
Par la suite, il collabore aux différents journaux d'Hippolyte de Villemessant, tels que La Sylphide (1847-1848), Le Lampion (1848) et La Chronique de Paris, bientôt rebaptisée La Chronique de France (1850). On lui a attribué quelques portraits de contemporains (rédigé sous le nom de plume « Ahasvérus ») publiés en 1848 dans La Mode, mais Jouvin a nié cette collaboration. Lors des élections législatives de 1849, il est le rédacteur en chef d'une feuille royaliste lyonnaise, L’Écho des électeurs.
En 1853, Jouvin épouse Isoline-Blanche Cartier (1833-1893), l'une des filles de son ami Villemessant. L'année suivante, ce dernier relance Le Figaro, dont B. Jouvin et son beau-père sont les deux premiers rédacteurs en chef, sous la brève direction de Zacharias Dollingen (avril-juillet 1854). Jouvin y est surtout connu pour ses portraits acerbes et pour ses articles de critique musicale et théâtrale, qu'il signe du nom de plume « Bénédict » à partir de 1868. Le 1er février de la même année, il remplace Paul de Saint-Victor à La Presse. Musicien à ses heures (organiste, il est notamment l'auteur d'une valse pour orchestre) et mélomane aux goûts classiques, il a écrit les biographies des compositeurs Auber et Hérold, initialement parues dans Le Ménestrel.
Atteint par l'âge et la cécité, il cesse de collaborer au Figaro après 1884 et se retire dans son château de Bois-Préau à Rueil, où il a réuni une importante collection de livres rares.
Il y meurt le 14 novembre 1886. Le surlendemain, après des obsèques en l'église de Rueil, Jouvin est inhumé au cimetière d'Auteuil.

## Sources bibliographiques
- Léon Rossignol, Nos petits journalistes, Paris, Gosselin, 1865, p. 89-92.
- Gustave Vapereau, Dictionnaire universel des contemporains, Paris, Hachette, 1880, p. 1009.
- Hippolyte de Villemessant, Mémoires d'un journaliste, t. 3 (À travers le Figaro), Paris, Dentu, 1873, p. 228-331.